# Agglomerazione industriale
Per processo di agglomerazione industriale, si intende indicare quel fenomeno che agli inizi del XX secolo si è affermato anche in Italia. Questo fenomeno prende avvio dalla Francia dalla Germania e dall'Inghilterra le quali definite nazioni più innovatrici dal punto di vista industriale e produttivo.
In questo contesto si vede una concentrazione delle attività industriali in un unico punto, in un unico centro, in un unico polo, in un unico spazio. Questo meccanismo di agglomerazione funge da motore di sviluppo fondamentale e trainante per l'economia del luogo in cui si è sviluppato ed insediato, apportando benefici e innovazione alla popolazione che ci vive in quella località.